# Uetliberg
Uetliberg (tyska: Üetliberg) är ett berg i Schweiz.   Det ligger i distriktet Bezirk Affoltern och kantonen Zürich, i den centrala delen av landet, 90 km nordost om huvudstaden Bern. Toppen på Uetliberg är 872 meter över havet, eller 190 meter över den omgivande terrängen. Bredden vid basen är 5,0 km. Uetliberg ingår i Albis.
Terrängen runt Uetliberg är huvudsakligen kuperad, men åt sydost är den platt. Runt Uetliberg är det tätbefolkat, med 550 invånare per kvadratkilometer.. Närmaste större samhälle är Zürich, 4,8 km öster om Uetliberg.
I omgivningarna runt Uetliberg växer i huvudsak blandskog.